# Jugoslávská liga ledního hokeje 1975/1976
Sezóna 1975/1976 byla 34. sezónou Jugoslávské ligy ledního hokeje. Vítězem se stal tým HK Olimpija Ljubljana.

## Konečná tabulka
1. HK Olimpija Ljubljana
2. HK Jesenice
3. KHL Medveščak
4. HK Kranjska Gora
5. HK Partizan
6. HK Celje
7. HK Spartak Subotica
8. HK Crvena Zvezda Bělehrad
9. HK Triglav Kranj
10. HK Tivoli
11. HK Vardar Skopje
12. HK Vojvodina Novi Sad
13. HK INA Sisak